# Гратан
Грата́н (фр. и окс. Gratens) — коммуна во Франции, находится в регионе Юг — Пиренеи. Департамент — Верхняя Гаронна. Входит в состав кантона Ле-Фусре. Округ коммуны — Мюре.
Код INSEE коммуны — 31229.

## География
Коммуна расположена приблизительно в 630 км к югу от Парижа, в 45 км к юго-западу от Тулузы.
В центре коммуны проходит канал Сен-Мартори, а на юго-востоке протекает река Луж.

## Климат
Климат умеренно-океанический. Зима мягкая и снежная, весна характеризуется сильными дождями и грозами, лето сухое и жаркое, осень солнечная. Преобладают сильные юго-восточные и северо-западные ветры.

## Население
Население коммуны на 2010 год составляло 699 человек.
| 1962 | 1968 | 1975 | 1982 | 1990 | 1999 | 2010 |
| ---- | ---- | ---- | ---- | ---- | ---- | ---- |
| 437  | 422  | 366  | 372  | 426  | 444  | 699  |

## Экономика
В 2010 году среди 442 человек трудоспособного возраста (15—64 лет) 341 были экономически активными, 101 — неактивными (показатель активности — 77,1 %, в 1999 году было 75,9 %). Из 341 активных жителей работали 319 человек (182 мужчины и 137 женщин), безработных было 22 (6 мужчин и 16 женщин). Среди 101 неактивных 25 человек были учениками или студентами, 31 — пенсионерами, 45 были неактивными по другим причинам.

## Достопримечательности
- Церковь Св. Михаила (XV век). Исторический памятник с 1926 года[4]
- Монументальный крест (XVIII век). Исторический памятник с 1953 года[5]